# Vũ Hạnh
Vũ Hạnh (sinh ngày 15 tháng 7 năm 1926 – mất ngày 15 tháng 8 năm 2021) là một nhà văn Việt Nam thời kỳ chiến tranh Việt Nam.

## Tiểu sử
Vũ Hạnh tên thật là Nguyễn Đức Dũng, sinh năm 1926 tại xã Bình Nguyên, huyện Thăng Bình, tỉnh Quảng Nam, trong một gia đình nho học.
Ông tham gia Mặt trận Việt Minh huyện Thăng Bình, từ tháng 3-1945 học ban tú tài phần II. Năm 1955, ông tham gia đấu tranh đòi hiệp thương Bắc Nam và bị bắt giam ở nhà lao Thăng Bình rồi nhà lao Hội An.
Vũ Hạnh là cán bộ văn hoá Khu uỷ Sài Gòn - Gia Định, hoạt động công khai ở nội thành Sài Gòn (hoạt động đơn tuyến). Trong hoàn cảnh viết trên sách báo công khai dưới chế độ ở miền Nam, ông đã có cách viết khéo léo để vẫn đưa được những thông điệp tiến bộ đến quần chúng mà không bị kẻ thù đàn áp.
Sau năm 1975, ông làm Tổng thư ký Hội Văn nghệ Thành phố Hồ Chí Minh, ủy viên ban chấp hành Liên Hiệp Các Hội Văn Học Nghệ thuật Thành phố Hồ Chí Minh."

## Tác phẩm chính
Các tập truyện: Vượt thác (1963), Mùa xuân trên đỉnh non cao (1964), Chất ngọc (1964), Ngôi trường đi xuống (1966), Bút máu (1971), Con chó hào hùng (1974), Cô gái Xà Niêng (1974), Ăn Tết với một người điên (1985), Sông nước mênh mông (1995),...
Tiểu thuyết: Lửa rừng (1972)
Hồi ký: Cái tết khó quên (1990), Một chặng đường bút mực (2000)
Tiểu luận: Người Việt cao quý (1965), Đọc lại Truyện Kiều (1966), Tìm hiểu văn nghệ (1970),...

## Giải thưởng
Ông được trao tặng giải thưởng Nhà nước về Văn học - Nghệ thuật năm 2007.

## Quan điểm
- Về tự do: "Bao giờ tôi cũng nghĩ rằng nhà văn phải có quyền được tự do viết nhưng mà tự do như thế nào? Bởi vì xưa nay khái niệm về tự do cần phải coi lại đã. Có nhiều người, như rõ ràng qua phát biểu của Bùi Minh Quốc hay Trần Mạnh Hảo không phải là tự do xây dựng đất nước mà nhằm chủ ý phá hoại chống đối."[1]